# کالاوینو
کالاوینو (به ایتالیایی: Calavino) یک کومونه در ایتالیا است که در ترنتینو واقع شده‌است.

## خصوصیات
کالاوینو ۱۲٫۸ کیلومترمربع مساحت و ۱٬۳۶۵ نفر جمعیت دارد.